# Israel Aerospace Industries
Israel Aerospace Industries (en hebreo: התעשייה האווירית לישראל) o IAI (תע"א) es la principal industria aeronáutica de Israel, produciendo sistemas aeronáuticos para uso civil y militar. Cuenta con 14 000 empleados al 2005. Además de la construcción de aviones militares, IAI también construye aviones civiles (para Gulfstream, los G100/G150 y G200) y ejecuta el mantenimiento en Israel de los aviones militares y civiles comprados en el extranjero. Además, IAI produce varios sistemas de misiles y aviónica.

## Productos

### Aviación Civil
- IAI Arava - Avión de transporte STOL de tamaño medio (fuera de producción)
- IAI Westwind - Avión de negocios a reacción (fuera de producción)
  - IAI Seascan
- IAI Astra - Avión de negocios (actualmente fabricado para la Gulfstream Aerospace bajo el nombre Gulfstream G100
  - IAI C-38 Courier
- IAI Galaxy - Avión de negocios (actualmente fabricado para la Gulfstream Aerospace bajo el nombre Gulfstream G200
- IAI Avocet ProJet Jet ligero  (programa cancelado)
- Conversión de aviones de pasajeros en aviones de carga:
  - Boeing 737
  - Boeing 747
  - Boeing 767

### Aviación Militar
- IAI Lavi - Caza a reacción israelí, abandonado por falta de presupuesto y presión de EE. UU.
- IAI Kfir - Caza a reacción, derivado del Dassault Mirage 5
- IAI Arie - Caza a reacción desarrollado a partir del IAI Kfir, también conocido como Super Kfir. Abandonado.
- IAI Nammer - Caza a reacción. Abandonado.
- IAI Nesher - Caza a reacción.
- IAI Dagger - Transformación de Nesher para la Fuerza Aérea Argentina.
- UAV - Aviones no tripulados (Unmanned Aerial Vehicles), fabricados por la división de IAI MALAT:
  - IAI Pioneer (en colaboración con los Estados Unidos)
  - RQ-5 Hunter (en colaboración con los Estados Unidos)
  - IAI Heron
  - IAI Harop
  - IAI Harpy
  - IAI Ranger
  - IAI Scout
  - IAI Searcher
  - IAI Skylite
- Rafael Python 5 misil aire-aire
- Mejoras del F-16 y el F-15, y de cazas MiG-21
- Mejoras del Sikorsky CH-53 Sea Stallion (Yas'ur) en el proyecto "Yas'ur 2000"
- Mejora de aviónica del Ka-50-2 Erdogan gunship en colaboración con Kamov
- IAI Phalcon - Sistema de Vigilancia Aérea

### Sistemas de Defensa Terrestre
- IDF Caterpillar D9
- Nimrod
- IMI LAHAT, en conjunto con IMI Systems

### Sistemas Navales
- Gabriel - Misil
- Super Dvora Mk-III barco patrullero

### Sistemas Aeroespaciales
- Satélites EROS, Amos y Ofeq
- Barak-1 - Misil superficie-aire
- Arrow - Sistema Misil Antimisil
- Arrow 3 - Sistema Misil Antimisil
- Shavit - Lanzador Espacial